# Vanadi(V) oxide
Vanadi(V) oxide (còn được gọi với cái tên vanadi pentoxide) là một hợp chất vô cơ với công thức hóa học V2O5. Hợp chất này là một chất rắn có màu nâu hoặc vàng, mặc dù khi kết tủa tươi từ dung dịch nước, màu của nó là màu cam. Do trạng thái oxy hóa cao, nó vừa là oxide lưỡng tính vừa là một chất oxy hóa. Trong công nghiệp, nó là hợp chất quan trọng nhất của vanadi, tiền chất chính của các hợp kim của vanadi và là một chất xúc tác công nghiệp được sử dụng rộng rãi.
Các dạng khoáng chất của hợp chất này, và một trong số đó là shcherbinait, rất hiếm, hầu như luôn luôn được tìm thấy trong các miệng núi lửa. Dạng ngậm nước, V2O5·3H2O, cũng được biết đến dưới tên là navajoit.

## Phản ứng
V2O5 có thể tác dụng với nước (H2O) để tạo ra H3VO4, hay HVO3 hoặc các acid giữa hai acid đã kể trên.

## Sử dụng
Về ứng dụng quan trọng nhất, hợp chất này được sử dụng phổ biến trong việc sản xuất ferrovanadi. Oxide được làm nóng bằng sắt phế liệu và ferrosilic, với vôi được thêm vào để tạo thành xỉ calci silicat. Nhôm cũng có thể được sử dụng, tạo ra hợp kim sắt-vanadi cùng với aluminat là các sản phẩm phụ từ phản ứng.